# Aecidium prolixum
Aecidium prolixum är en svampart som beskrevs av Syd. 1921. Aecidium prolixum ingår i släktet Aecidium, ordningen Pucciniales, klassen Pucciniomycetes, divisionen basidiesvampar och riket svampar. Inga underarter finns listade i Catalogue of Life.